# جنگل ابری

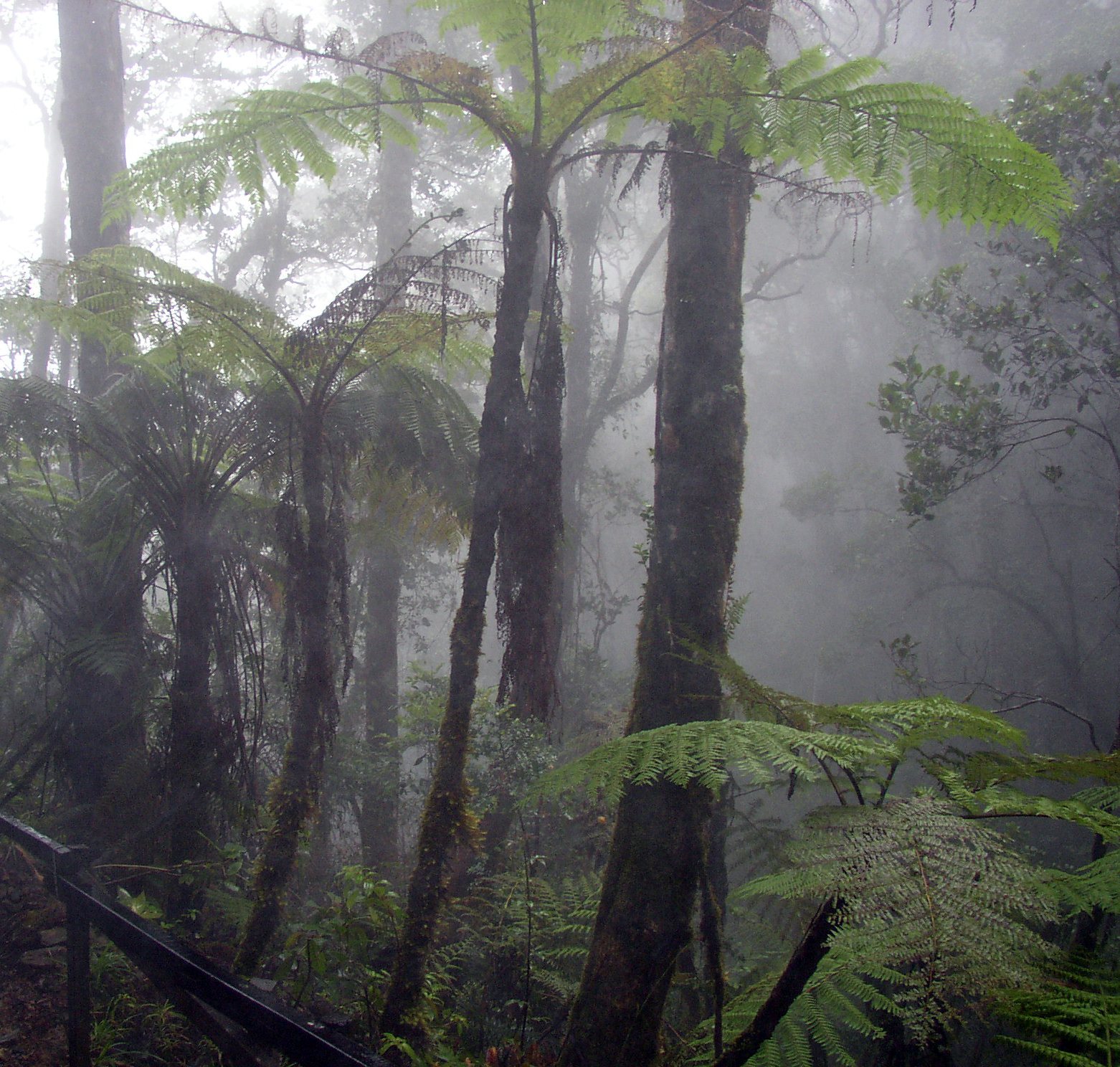
سرخس درختی در جنگل ابری در کوه کینابالو، بورنئو

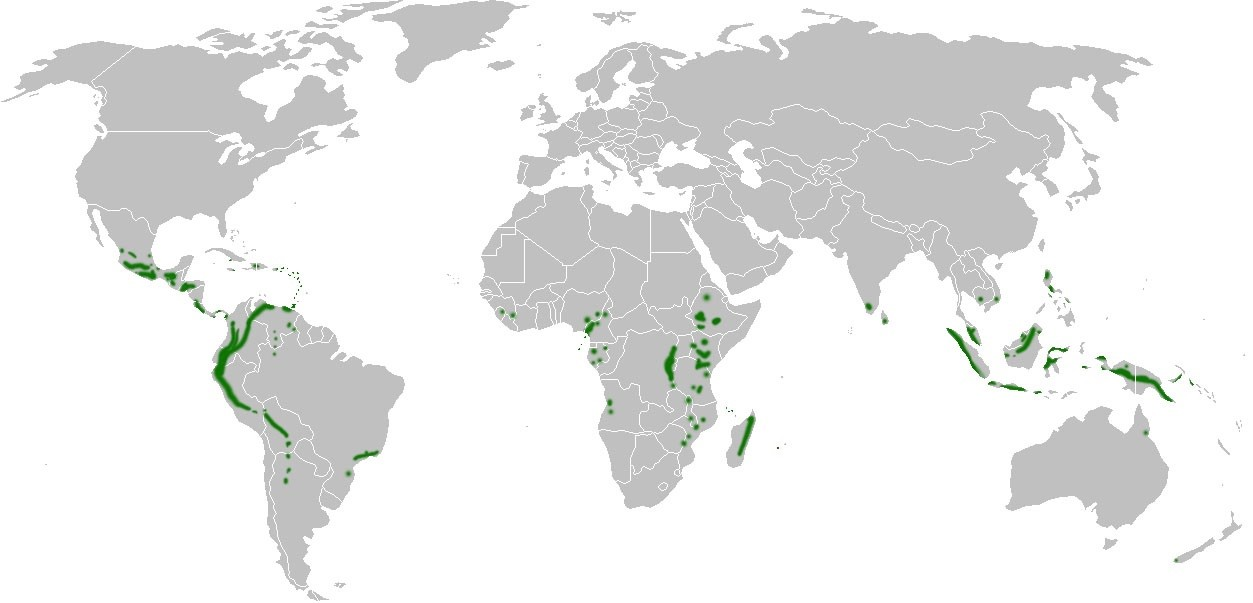
پراکندگی جنگل‌های ابری کوهستانی استوایی

جنگل ابری (به انگلیسی: Cloud forest) یا جنگل ابری کوهستانی گرمسیری (TMCF)، که به آن جنگل آبی، جنگل پریماس نیز می‌گویند، جنگلی است به‌طور کلی گرمسیری یا نیمه‌گرمسیری، همیشه‌سبز، کوهستانی و نمناک است که با پوشش ابری همیشگی، پربسامد یا فصلی در سطح پایین مشخص می‌شود. در سطح سایبان، به‌طور رسمی در اطلس بین‌المللی ابرها (۲۰۱۷) به عنوان silvagenitus توصیف شده‌است. جنگل‌های ابری اغلب خزه‌های فراوانی را نشان می‌دهند که زمین و پوشش گیاهی را می‌پوشانند، که در این صورت به آن‌ها جنگل‌های خزه‌ای نیز می‌گویند. جنگل‌های خزه‌ای معمولاً روی گردنه کوه‌ها رشد می‌کنند، جایی که رطوبت رسیده توسط ابرهای نشسته به‌طور مؤثرتری حفظ می‌شود.

## نگارخانه

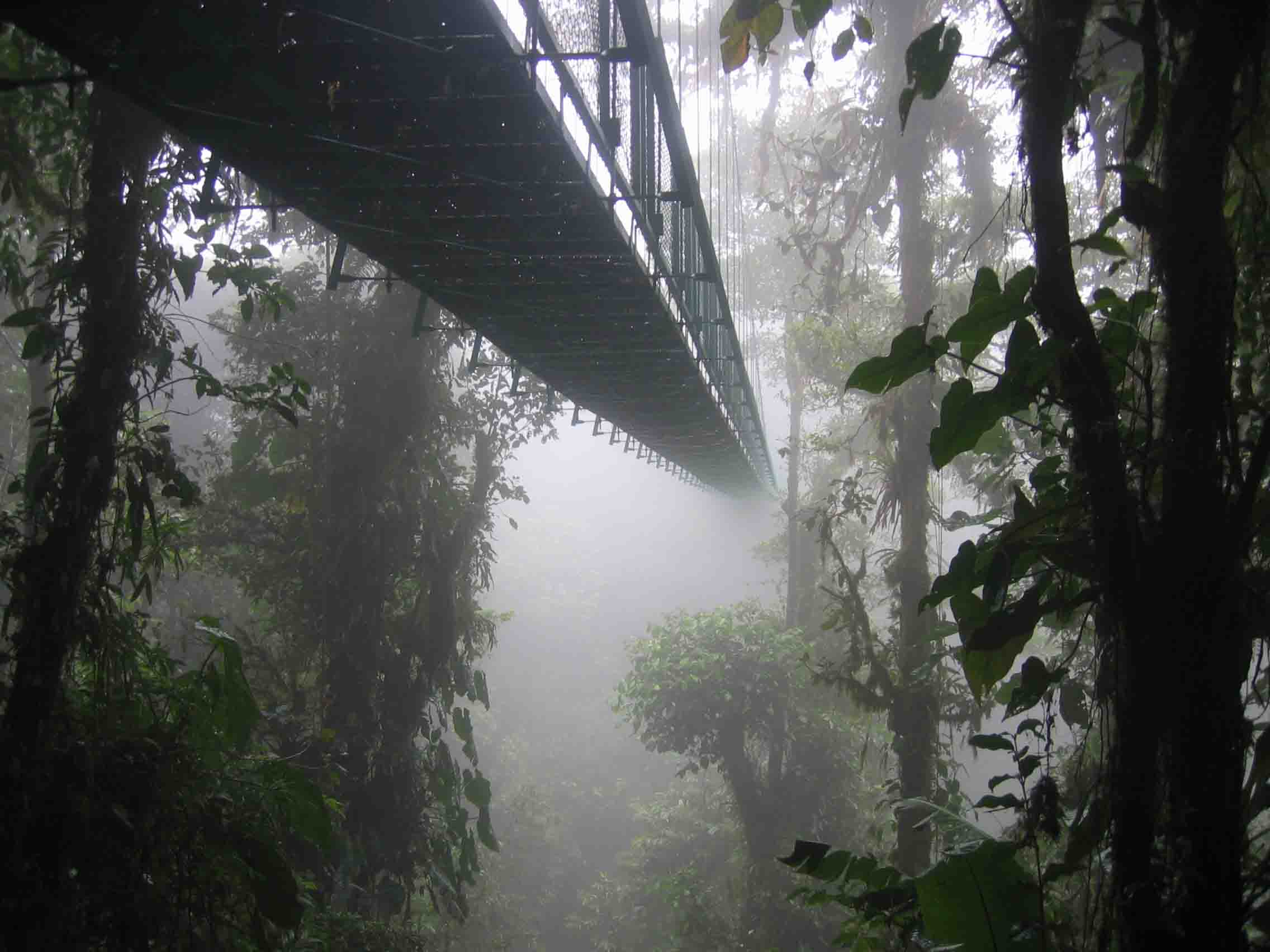
یکی از پل‌های معلق آسمان در منطقه حفاظت‌شده جنگل ابری مونته‌ورده در مونته‌ورده، کاستاریکا که در میان ابرها ناپدید می‌شود.
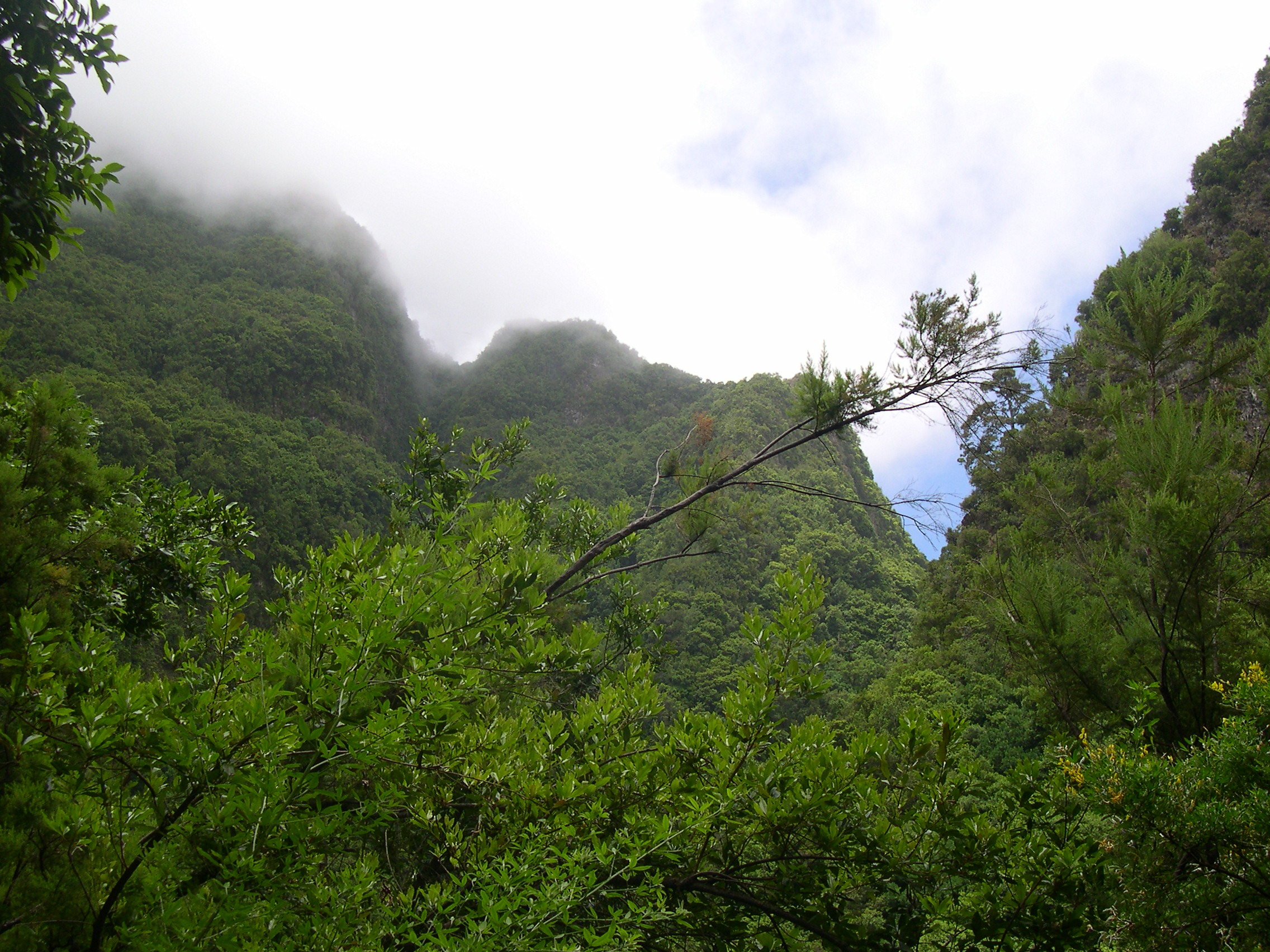
جنگل ابری معتدله در لا پالما، جزایر قناری

## کتابشناسی
- Clarke, Charles (1997). Nepenthes of Borneo. ISBN 978-983-812-015-9.